# Verrucaria thalassina
Verrucaria thalassina är en lavart som först beskrevs av Alexander Zahlbruckner, och fick sitt nu gällande namn av Georg Hermann Zschacke. Verrucaria thalassina ingår i släktet Verrucaria, och familjen Verrucariaceae. Arten är reproducerande i Sverige.